# Феофіл III Єрусалимський
Патріарх Феофіл III, або Теофіл III (грец. Πατριάρχης Θεόφιλος Γ΄; у миру Іліас Яннопулос, грец. Ηλίας Γιαννόπουλος; нар. 4 квітня 1952, Гаргаліана, ном Мессинія, Греція) — 141-ий патріарх Єрусалимський з 22 листопада 2005 року Повний титул: Блаженніший та Всесвятейший Кир Феофіл, Патріарх Святого Города Єрусалима і всієї Палестини, Сирії, Аравії та Зайордання, Кани Галілейської та Святого Сіону.
Тезоіменитство — 22 березня, Сорок Севастійських мучеників.

## Біографія
Народився 4 квітня 1952 року в Гаргаліані, в Мессенії, Греції.
З 1964 року проживає в Святогробському братстві в Єрусалимі. Навчався в патріаршій школі в Єрусалимі. 28 червня 1970 року пострижений у чернецтво патріархом Єрусалимським Венедиктом I з нареченням імені Феофіл.
З 1975 по 1978 роки навчався на богословському факультеті Афінського університету, зведений у сан архімандрита.
З 1981 по 1986 роки навчався в Даремському університеті (Англія).
З 1986 по 1988 роки був головою зовнішніх зв'язків Єрусалимського патріархату, а наступні роки був Представником Єрусалимського патріархату при ряді організацій, зокрема, з 2001 по 2003 роки при Московському патріархаті. Був старшим охоронителем Гробу Господнього.
14 лютого 2005 року, всього за півроку до обрання в патріархи, був висвячений у сан єпископа і обраний архієпископом Фаворським. У травні того ж року його попередник Патріарх Іриней I, через звинувачення у причетності до низки скандальних угод з нерухомістю, був відсторонений від посади спершу Синодом, а потім Всеправославним собором у Фанарі.
22 серпня 2005 року був одноголосно обраний Священним Синодом патріархом Єрусалимським. 22 листопада того ж року відбулася його інтронізація.
Визнаний в якості глави Єрусалимського патріархату з боку держави Палестина і Йорданія, патріарх протягом двох років не міг отримати офіційного визнання від уряду Ізраїлю.

## Патріаршество
Зі сходженням на Єрусалимський престол, патріарх Феофіл ІІІ, окрім роботи по відновленню порядку в Патріархаті, вжив заходів для розширення участі Єрусалимської церкви у міжправославних та міжрелігійних форумах. Так, 17-18 травня 2006 року він взяв участь у Соборі в Шамбезі, на якому вирішувалось питання відправлення на спокій предстоятеля Церкви Кіпру архієпископа Хризостома І. Того ж місяця відвідав Вселенську Патріархію в Константинополі. Крім того Блаженніший поновив членство Єрусалимської церкви у ВСЦ та Раді Церков Близько Сходу.
У жовтні 2007 року патріарх взяв участь у «Раді релігійних установ Святої Землі», що проходила у Вашингтоні, округ Колумбія та мала на меті просування миротворчого процесі в Близькосхідному регіоні.
У вересні 2008 року на запрошення Європарламенту, ознайомив європейських чиновників зі становищем та проблемами Єрусалимської церкви. У цьому ж році брав участь у Зустрічі православних предстоятелів в Константинополі.
В 2009 році був віце-президентом на нараді «The C-1 World Dialogue» в Лондоні.
20 листопада 2019 відвідав Москву, де зустрівся із президентом РФ Володимиром Путіним та московським патріархом Кирилом. Тоді ж йому була вручена премія імені патріарха Алексія II.

## Погляди і оцінка
Є противником автокефалії Православної церкви України та прихильником Української православної церкви Московського патріархату. 
У вересні 2024 у листі до Верховної Ради виступив проти заборони УПЦ (МП).
Архієпископ Марк (Арндт) у липні 2008 року висловив таку оцінку: «Всі колишні Єрусалимські патріархи цікавилися Росією, навіть в якійсь мірі говорили по-російськи, любили російський народ і його благочестя, були вдячні за величезний внесок Російської церкви в зміцнення православ'я на Близькому Сході, цінували присутність російських ченців в Святій Землі… Нинішня політика для мене незрозуміла. Вона різко відрізняється від політики всіх попередників нинішнього Патріарха Єрусалимського.».
Вселенський Патріарх Варфоломій, реагуючи на ініціативу Єрусалимського патріарха зібрати зустріч предстоятелів в Аммані розкритикував Феофіла. У листі предстоятелю Єрусалимської церкви він написав, що ідея зустрічі "має на меті лише підідвати усталені норми православної церкви".

## Нагороди
- Орден князя Ярослава Мудрого I ступеня (Україна, 27 липня 2013 року) — за видатну церковну діяльність, спрямовану на піднесення авторитету православ'я у світі, та з нагоди відзначення в Україні 1025-річчя хрещення Київської Русі[10].
- Великий Командорський Хрест ордена Заслуг (Угорщина, 2014 рік)[11].
- Орден святого рівноапостольного великого князя Володимира I ступеня (РПЦ, 2013 рік)[12].
- Орден «Слави і Честі» I ступеня (РПЦ, 2013 рік)[13]
- Ланцюг Ордена Орла Грузії і Священного хітона Господа нашого Ісуса Христа (Грузинський царський будинок, 2012 рік)[14]
- Орден Святого царя Костянтина (Сербська Православна Церква, 2013 рік)[15]
- Орден Святого Іоанна Володимира (Сербська Православна Церква, 2016 рік)[16]